# Xian’er (Roboter)
Xian’er ist ein kleiner, mobiler Roboter im Longquan-Tempel bei Peking, der einem buddhistischen Mönch mit rasiertem Kopf in orangegelbem Gewand nachempfunden ist.
Der kleine Mönch wurde 2011 im Tempel als Cartoonfigur konzipiert und erläutert in kurzen Bildergeschichten im Zwiegespräch mit dem Novizen Kenji buddhistische Weisheiten. Nach dem schnellen Erfolg dieser Cartoonserie, von der bisher drei Bände erschienen, wurde die Entscheidung getroffen, einen nicht kommerziellen „Roboter-Mönch“ zu entwickeln, um Besucher des Longquan-Tempels für den Buddhismus und dessen Kultur zu interessieren.

## Geschichte des Longquan-Tempels
Der Longquan-Tempel (chin. 龙泉寺, Tempel der Drachenquelle) im Nordwesten Pekings und im Fenghuang Mountain Park gelegen stammt aus der Liao-Dynastie (916–1125) und wurde im Jahr 951 erbaut. Während der chinesischen Kulturrevolution wurde der Tempel weitgehend zerstört.

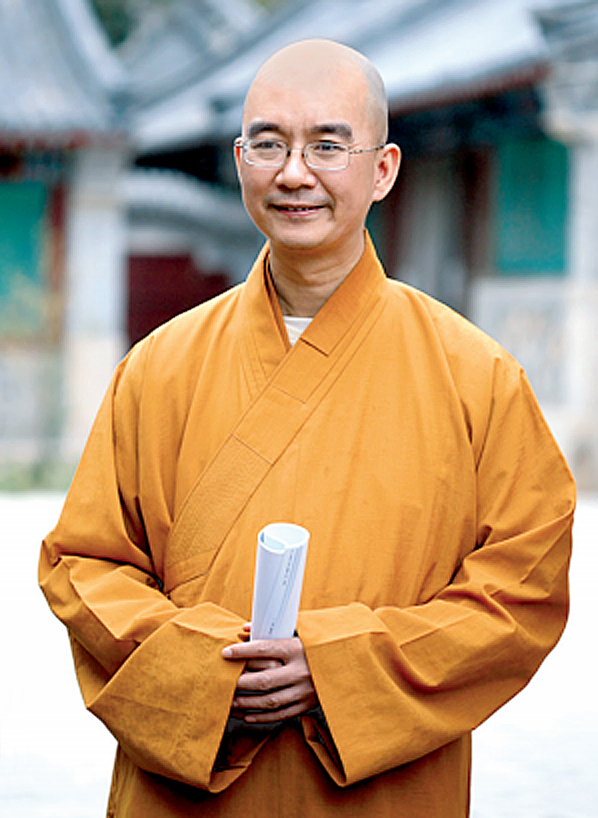
Xuecheng, Abt des Longquan-Tempels

Ab 1995, dem Eröffnungsjahr des Fenghuang Mountain Parks, wurde die gesamte Tempelanlage von Gläubigen und mit Hilfe der lokalen Regierung Schritt für Schritt wieder restauriert und am 11. April 2005 offiziell für Besucher eröffnet. Seit der Eröffnung steht der Tempel unter der Leitung von Meister Xuecheng, der den Tempel 2006 durch ein dort gemeinschaftlich betriebenes Tempel-Blog in Chinesisch, Japanisch, Koreanisch, Russisch, Englisch, Französisch, Spanisch und Deutsch auch international bekannt machte.
Novizen studieren im Tempel buddhistische Lehren und durchlaufen die traditionellen Stadien bis zum Mönch, wobei aber „das Stereotyp armer, alter Mönche nicht mehr existiert“, da die meisten Novizen, Mönche und Volontäre (lay Buddhists) jung und gut ausgebildet sind und zum Teil aus Europa und den USA stammen. Dadurch verfügt der Tempel über eine eigene IT-Gruppe, die das Management der Gasträume für die bis zu 400 Volontäre (sowie den Zugang innerhalb des Tempels durch Fingerabdruckidentifizierung) regelt, Telekonferenzen ermöglicht und auch ein digitales Archiv für 100.000 Bücher zu Themen des Buddhismus unterhält. Zusätzlich gibt es im Longquan-Tempel eine „Cartoon- und Animationsgruppe“, in der auch animierte Filme erstellt werden.
Diese Einbindung moderner Technik – unter diesem Aspekt ist der Tempel einer der fortschrittlichsten in ganz Asien – und die deutliche Orientierung des Tempels nach außen sorgte in der buddhistischen Gemeinschaft Chinas und den chinesischen Medien für Aufsehen.

## Xian’er

### Vorgeschichte
2011 trat Xianfan dem Longquan-Tempel bei und begann unter Konzeption und Leitung von Xuecheng mit dem Entwurf einer eigenen Cartoon-Serie, deren Hauptcharaktere der Novize Kenji (贤二) und sein Meister, ein freundlicher, kleiner und weiser Mönch, sind. Die Handlung ist in einem imaginären „Fuji-Tempel“ angesiedelt. Kenji ist neugierig und hat Fragen und Probleme, die im Zwiegespräche mit seinem Meister in kurzen Bildergeschichten aufgegriffen und mit buddhistischen Weisheiten in Zusammenhang und zur Lösung gebracht werden. Bisher wurden drei Cartoon-Bände publiziert.  Englische Übersetzungen sind vorgesehen.
Der erste Band, 烦恼都是自找 (engl. Troubles Are Self-Inflicted, freie deutsche Übersetzung Sorgen sind selbstverschuldet), der 2014 erschien, erhielt beim 11. Internationalen Animationsfestival in China am 28. April 2015 in Hangzhou den Festival-Preis „Goldener Affe“ (金猴奖) in der Kategorie Comics und Cartoons.

### Einstellung zur Verbindung von Buddhismus und Technik im Longquan-Tempel
Mit dem Erfolg der Cartoonserie wurde die Entscheidung getroffen, den kleinen Mönch auch als interaktiven Roboter zu konzipieren.
Nach Aussages von Xianfan, dem Schöpfer der Cartoonfiguren, sei der Roboter perfekt dafür geeignet, die Weisheit des Buddhismus in China zu verbreiten, indem er Wissenschaft und Buddhismus verbinde. Wissenschaft und Buddhismus seien nicht gegensätzlich oder widersprüchlich, sondern ergänzten sich wechselseitig. Xian’er spiegele eine neuerungsbereite buddhistische Stimmung wider und könnte dem traditionellen Buddhismus helfen, ein größeres Publikum leichter zu erreichen und für die Menschen in einer sich schnell verändernden Gesellschaft, die durch Smartphones dominiert sei, eine Lücke auszufüllen.

### Entwicklung und technische Details
Der Roboter wurde in Zusammenarbeit mit Technologieunternehmen (Canbot, Turing Robotic Industries, Interjoy) und Universitäten entwickelt.
Xian’er ist zwei Fuß (etwa 60 Zentimeter) groß, hat vor seinem „Bauch“ eine Halterung für ein Touchpad. Er ist einem rundlichen buddhistischen Mönch mit kahlem Kopf in orangegelbem Gewand nachempfunden und hat ein naives, durch die Stellung der Augenbrauen leicht überrascht wirkendes Gesicht ohne Mimik. Sein Kopfteil ist nach rechts und links drehbar und seine normalerweise dunklen Augen können blau aufleuchten. Auf ebenem Boden kann er sich horizontal mittels dreier Rollen in alle Richtungen bewegen.
Zur Funktion muss man ihn am unteren Rand einschalten. Er orientiert sich durch Bewegungssensoren in seiner Umgebung, reagiert auf Sprachbefehle, kann sieben verschiedene Bewegungen ausführen, buddhistische Texte rezitieren und rund 20 vorgegebene Fragen über Buddhismus und das tägliche Leben beantworten; der Abruf der Frage erfolgt über das Touchpad. Komplizierte Fragen werden mit „Warte, ich werde meinen Meister fragen.“ beantwortet.
Xian’er ist ein Unikat und bleibt im Longquan-Tempel, wo man angab, keine Absichten zu haben, ihn zu kommerzialisieren. Dieser ersten Version soll ein Modell mit erweiterten Funktionen folgen.

### Öffentliche Wahrnehmung
Xian’er machte sein öffentliches Debüt am 4. Oktober, 2015 beim Guangzhou Animation Festival in Guangzhou, Provinz Guangdong, wo auch die neuen Cartoon-Bücher präsentiert wurden. Am 24. November 2015 wurde er als „Robotermönch Xian’er“ auf der World Robot Exhibition 2016 vorgestellt.
The New York Times gab den Namen Xian’er mit „Worthy Stupid Robot Monk“ (in freier Übersetzung etwa „ehrenwert dummer Robotermönch“) wieder. International berichteten Zeitungen und Online-Dienste über Xian’er und belegten ihn hauptsächlich mit Schlagworten wie beispielsweise „Buddhabot“, „High-Tech Mönch“, „robo-monk“, „the world’s first robot monk“, „new-age robot“ etc.
Xian’er hat auf der Mikroblogging-Seite Sina Weibo einen eigenen Account unter dem Namen 贤二机器僧 (frei übersetzt Kenji Maschinenmönch).